# Trần Kiến Văn
Trần Kiến Văn (tiếng Trung giản thể: 陈建文, bính âm Hán ngữ: Chén Jiànwén, sinh tháng 9 năm 1965, người Hán) là chính trị gia nước Cộng hòa Nhân dân Trung Hoa. Ông là Ủy viên dự khuyết Ủy ban Trung ương Đảng Cộng sản Trung Quốc khóa XX, hiện là Thường vụ Tỉnh ủy, Bộ trưởng Bộ Tuyên truyền Tỉnh ủy Quảng Đông. Ông từng là Phó Bí thư Ủy ban Công tác cơ quan Quốc gia và Trung ương, Phó Chủ tịch Hội Liên hiệp Văn học nghệ thuật Trung Quốc.
Trần Kiến Văn là đảng viên Đảng Cộng sản Trung Quốc, học vị Cử nhân Trung văn, Tiến sĩ Văn học, chức danh Phó Nghiên cứu viên. Ông có sự nghiệp đều tập trung vào công tác giáo dục, văn học nghệ thuật Trung Quốc và tuyên truyền của Đảng Cộng sản.

## Xuất thân và giáo dục
Trần Kiến Văn sinh vào tháng 9 năm 1965 tại huyện Long Hải, nay thuộc địa cấp thị Chương Châu, tỉnh Phúc Kiến, Cộng hòa Nhân dân Trung Hoa. Ông lớn lên và tốt nghiệp cao trung ở Long Hải, thi cao khảo vào năm 1982 và đỗ Đại học Sư phạm Phúc Kiến, lên thủ phủ Phúc Châu nhập học hệ Trung văn từ tháng 9 cùng năm, tốt nghiệp cử nhân chuyên ngành ngôn ngữ và văn học Trung Quốc vào tháng 7 năm 1986. Tháng 9 năm 1993, ông lên Bắc Kinh tham gia chương trình nghiên cứu sinh toàn thời gian về văn học và nghệ thuật của hệ Trung văn thuộc Đại học Sư phạm Bắc Kinh, nhận bằng Thạc sĩ Văn học vào tháng 8 năm 1996. Những năm 2000, ông tiếp tục nghiên cứu ở Sư phạm bắc Kinh và trở thành Tiến sĩ Văn học vào tháng 6 năm 2004. Trần Kiến Văn được kết nạp Đảng Cộng sản Trung Quốc vào tháng 12 năm 1994 ở Sư phạm Bắc Kinh.

## Sự nghiệp

### Phúc Kiến và Bắc Kinh
Tháng 8 năm 1986, sau khi tốt nghiệp Sư phạm Phúc Kiến, Trần Kiến Văn được phân công tới Đại học Phát thanh Truyền hình Phúc Kiến, nay là Đại học Mở Phúc Kiến làm giảng viên ở phiên hiệu Phúc Châu. Ông giảng dạy ở đây 7 năm 1986–93, lên thủ đô học 3 năm nữa cho đến tháng 8 năm 1996 thì được nhận vào làm cán bộ Văn phòng Đảng ủy Đại học Sư phạm Bắc Kinh. Trong giai đoạn này, ông từng được bầu làm Chủ tịch chấp hành của Hội Liên hiệp Sinh viên Toàn quốc Trung Hoa từ tháng 9 năm 1995 đến tháng 8 năm 1996. Tháng 9 năm 1997, ông là Phó Chủ nhiệm Văn phòng Đảng ủy trường kiêm Chủ tịch Công hội bộ môn của Văn phòng Đảng ủy, đến cuối năm 1999 thì được chuyển vị trí làm Trưởng ban Công tác Sinh viên của Đảng ủy, đồng thời là Trưởng phòng Sinh viên, Phó Viện trưởng Viện Sinh viên đại học của trường. Giai đoạn này ông cũng từng là Trưởng ban Vũ trang nhân dân của trường từ tháng 1 năm 2000 đến tháng 3 năm 2003.
Tháng 4 năm 2002, Trần Kiến Văn được điều lên Thành ủy Bắc Kinh, phân về Bộ Tuyên truyền Thành ủy làm Điều nghiên viên của Văn phòng Bộ Tuyên truyền. Cuối năm này, ông là Trưởng phòng Tuyên truyền của Bộ Tuyên truyền, chuyển chức làm Trưởng phòng Lý luận từ tháng 8 năm 2003, rồi Trưởng phòng Văn hóa từ tháng 5 năm 2007. Ông là Phó Thanh tra viên Bộ Tuyên truyền Thành ủy từ tháng 12 năm 2008 đến tháng 12 năm 2009, kiêm nhiệm là Thường vụ, Tổng thư ký Hội Liên hiệp Khoa học xã hội Bắc Kinh từ tháng 1 năm 2007 đến tháng 9 năm 2009. Tháng 11 năm 2009, ông nhậm chức Phó Chủ nhiệm Văn phòng Ủy ban Kiến thiết văn minh tinh thần thủ đô trong 2 năm.

### Trung ương và Quảng Đông
Tháng 4 năm 2011, Trần Kiến Văn được điều sang khối đoàn thể nhân nhân, được phân công làm Chủ nhiệm Văn phòng nghiên cứu Lý luận của Hội Liên hiệp Văn học nghệ thuật Trung Quốc (CFLAC), rồi chuyển chức làm Chủ nhiệm Sảnh Văn phòng hội, bộ phận tài vụ kế hoạch của hội từ tháng 3 năm 2014. Vào tháng 1 năm 2015, ông là Thành viên Đảng ủy hội, Ủy viên Đoàn Chủ tịch, Bí thư Ban Bí thư, rồi được bầu làm Phó Chủ tịch CFLAC từ tháng 1 năm 2019. Sang tháng 6 năm 2020, ông được bổ nhiệm chức vụ chính là Phó Bí thư Ủy ban Công tác cơ quan Quốc gia và Trung ương, tiếp tục kiêm Phó Chủ tịch CFLAC.
Tháng 3 năm 2021, Trần Kiến Văn được điều về Quảng Đông, chỉ định vào Ủy ban Thường vụ Tỉnh ủy, phân công làm Bộ trưởng Bộ Tuyên truyền Tỉnh ủy Quảng Đông, cấp phó tỉnh. Cuối năm 2022, ông là đại biểu của đoàn Quảng Đông dự Đại hội Đảng Cộng sản Trung Quốc lần thứ XX. Trong quá trình bầu cử tại đại hội, ông được bầu là Ủy viên dự khuyết Ủy ban Trung ương Đảng Cộng sản Trung Quốc khóa XX.